# Vox Dei (banda cristiana)
Para la banda de rock argentina, véase Vox Dei
Vox Dei fue una banda de música cristiana Guatemalteca, del género heavy metal cristiano. Es considerada por la organización colombiana Zonaj como una de las 10 mejores bandas de metal cristiano en español.

## Historia
Se formó en el 1989 en Guatemala, durante su periodo de actividad musical grabaron 6 discos de estudio. En el año 2018 se reunieron para una gira centroamericana, que incluyó conciertos en El Salvador, en esta presentación la banda estuvo compuesta por músicos de Guatemala, Venezuela y Perú.

## Miembros
Los miembros al momento del retiro (2000) consistían de:
- Estuardo Meza - Voz
- Pablo Izquierdo - Batería
- Willy Estrada - Guitarra
- Saúl Aragón - Guitarra líder
- David Arredondo

### Miembros pasados
- Hedras Ramos Sr. - Guitarra líder (desde 1989 hasta 1995)
- Rony Madrid - Teclados (desde 1989 hasta 1991)
- Russell Madrid - batería (desde 1989 hasta 1991)
- Dietrich Alb - Bajo (desde 1989 hasta 1991)
- John Seamans - Bajo
- David Arredondo - Bajo

## Discografía

### Álbumes
- Quítate la Máscara - 1990
- Torre Fuerte - 1993
- Ciudad Distante - 1995
- Rompiendo el Molde - 1996
- Cuenta Regresiva - 1999
- Nada que Ver - 2000